# أريغارون ثلاثي الفصوص
الأريغارون ثلاثي الفصوص أو اليربا ثلاثية الفصوص (باللاتينية: Erigeron trilobus) نوع نباتي ينتمي إلى جنس الأريغارون من الفصيلة النجمية.

## الموئل والانتشار
ينتشر في بلاد الشام والمغرب العربي.
ورد وجوده في بلاد الشام في كتاب جورج بوست وإدوارد دينسمور (نباتات سوريا وفلسطين وسيناء).

## الوصف النباتي
نبات عشبي.